# 50 (album)
50 è il settimo album in studio del cantautore britannico Rick Astley, pubblicato nel 2016. L'album ha debuttato al primo posto nel Regno Unito.

## Tracce
1. Keep Singing – 3:58
2. Angels on My Side – 3:35
3. Wish Away – 3:27
4. This Old House – 4:30
5. Pieces – 3:58
6. God Says – 3:15
7. I Like the Sun – 3:40
8. Somebody Loves Me – 3:22
9. Let It Rain – 3:52
10. Pray with Me – 3:39
11. Coming Home Tonight – 3:28
12. Let It Be Tonight – 3:48